# Mohamad Yusshazwan Yusoff
Mohamad Yusshazwan Yusoff (Jawi محمد يوشازوان يوسف; * 19. August 1995) ist ein malaysischer Rollstuhltennisspieler.

## Karriere
Mohamad Yusshazwan Yusoff wurden im Alter von fünf Jahren aufgrund von Knochenkrebs beide Beine amputiert. Er spielt seit 2014 auf der ITF-Tour und konnte mehrere Turniere niedrigerer Kategorie im Einzel oder Doppel gewinnen, dabei war er vor allem im Doppel erfolgreich.
Seit 2018 tritt Yusoff regelmäßig beim World Team Cup für Malaysia an. Bei den Para-Asienspielen 2022 in Hangzhou konnte er zusammen mit Abu Samah Borhan Silber im Doppel gewinnen. Die beiden holten bei den ASEAN Para Games 2022 in Surakarta die Goldmedaille, im Einzel gab es für ihn Silber.
Bei den Paralympischen Spielen 2024 in Paris verlor Yusoff sein Erstrundenmatch gegen den Südkoreaner Im Ho-won klar in zwei Sätzen; auch im Auftaktdoppel an der Seite von Abu Samah Borhan waren die Malaysier gegen Daniel Caverzaschi und Martín de la Puente aus Spanien deutlich unterlegen.